# Разследваща журналистика
Разследваща журналистика е форма на журналистиката, при която репортерите разследват в дълбочина определена тема, която е обект на интерес, често в това число престъпления, политическа корупция или корпоративни неизправности. Разследващият журналист може да прекара месеци или години, изследвайки и подготвяйки доклад.
Разследваща журналистика се прави от вестници, телевизия, информационни агенции, както и от независими журналисти на свободна практика.
За създаването на определена история в разследващата журналистика се ползват:
- Анализ на документи, записи и т.н.
- Бази данни в публичните записи и архиви
- Разследване на практики и техните ефекти
- Разследване на социални и правни въпроси
- Интервюта